# Hosejn Mame
Hosejn Mame – wieś w Iranie, w ostanie Azerbejdżan Zachodni, w szahrestanie Bukan. W 2006 roku liczyła 702 mieszkańców.